# اونها ترکوندن
اونها ترکوندن (انگلیسی: They Go Boom) یک فیلم کمدی آمریکایی به کارگردانی جیمز پروت و هنرنمایی لورل و هاردی است که در سال ۱۹۲۹ منتشر شد.

## بازیگران
- استن لورل
- اولیور هاردی
- چارلی هال
- سام لافکین